# Iris de Graaf
Iris Larissa de Graaf (Leeuwarden, 19 maart 1991) is een Nederlandse journalist en presentator.
De Graaf werkt voor de NOS, waar ze het NOS Journaal op televisie presenteert. Daarvoor was ze voor de omroep te zien en te horen vanuit Rusland als correspondent Over die periode schreef ze het boek Vrijuit.

## Opleiding en carrière
De Graaf groeide op in Friesland in een gezin met een jongere broer. De moeder van haar moeder is Russisch. Die werd geboren in de Sovjet-Unie en werd in de Tweede Wereldoorlog gedeporteerd naar Duitsland, maakte daar kennis met een Nederlandse man en streek neer in Friesland. De Graaf zelf doorliep het Stedelijk Gymnasium Leeuwarden (2003-2009), maar was ook al bezig Russisch te leren via een cursus op geluidscassette. Ze studeerde Slavistiek en Ruslandkunde aan de Rijksuniversiteit Groningen (2010-2014) en verbleef in het kader van studentenuitwisseling een jaar in Sint-Petersburg. Ze rondde in 2016 haar master mediastudies en journalistiek af. Aanvankelijk was ze vanaf 2015 online verslaggever bij NOS op 3 en NOS Stories, later werd ze buitenlandredacteur namens de NOS. Tevens was ze een tijdlang verbonden aan het Nederlands Instituut in Sint-Petersburg.

### Rusland
In mei 2020 werd Iris de Graaf na een sollicitatie namens de NOS en Nieuwsuur correspondent voor Rusland en omliggende regio. Ze volgde hiermee David Jan Godfroid op die als correspondent in de Balkanlanden ging werken. Deze vervanging kende vertraging omdat De Graaf in de zomer van 2020 door de beperkingen van de coronapandemie nog geen accreditatie had kunnen krijgen. Ze wilde in haar werk vooral de nadruk leggen op het “menselijke gezicht van Rusland”. Het pakte anders uit. Door de Russische invasie van Oekraïne in 2022 veranderde alles in Rusland.
Op 4 maart 2022 twitterde Iris de Graaf dat ze haar werk, mede op aandringen van de NOS, tijdelijk zou voortzetten vanuit Nederland. De stap van De Graaf volgde op het besluit van het Russische parlement, na de invasie, om de straffen voor het verspreiden van zogenoemde valse informatie drastisch te verzwaren. Alles moest bericht worden conform de richtlijn van het Russisch Ministerie van Defensie, dat wil zeggen militaire censuur. Na twee maanden, in juni 2022, keerde ze toch terug naar Moskou om haar verslaggeving voort te zetten.
Vanwege haar onbevreesdheid en vastberadenheid won ze in 2022 de Woman of the Year Award van Harper's Bazaar. Het radioprogramma De Taalstaat (NPO Radio 1, KRO-NCRV) noemde haar de 'Taalstaatmeester' van het jaar 2022 voor haar 'rijke taalgebruik'. De Rijksuniversiteit Groningen riep haar uit tot 'Alumnus van het Jaar'.
De hoofdredactie van NOS Nieuws maakte op 8 mei 2023 bekend De Graaf voor haar veiligheid voorlopig opnieuw naar Nederland te halen. Het besluit werd genomen vanwege recente gebeurtenissen, waaronder een langdurige ondervraging op de luchthaven van Moskou over het Internationaal Strafhof en de arrestatie van haar collega Evan Gershkovich.

### NOS Journaal
Per 1 januari 2024 is De Graaf presentator van het NOS Journaal.

### Bestseller 60
| Boeken met noteringen in de Nederlandse Bestseller 60 | Jaar van verschijnen | Datum van binnenkomst | Hoogste positie | Aantal weken | Opmerkingen |
| ----------------------------------------------------- | -------------------- | --------------------- | --------------- | ------------ | ----------- |
| Vrijuit                                               | 2025                 | 19-02-2025            | 3               | 14           |             |